# Krups
Krups ist eine Marke für Küchen- und Haushaltselektrogeräte des weltweit tätigen französischen Konzerns Groupe SEB. Sie geht zurück auf das gleichnamige Unternehmen. 
Die deutsche Krups GmbH konzentriert sich auf die Aktivitäten Warenlager und Kundendienst und versorgt auch Nachbarmärkte wie Österreich und die Niederlande. Außerdem lagert sie auch Geräte anderer Konzernmarken. Entwicklung und Produktion der Geräte sowie der Vertrieb in weiteren Märkten wird von internationalen Konzerngesellschaften übernommen.
Bekannt wurde Krups unter anderem durch das Handrührgerät 3Mix, das 1959 auf den Markt kam und später in beinahe jedem zweiten westdeutschen Haushalt vorhanden war.

## Geschichte

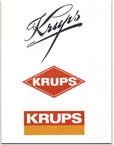
Historische Logos von Krups

Der aus Remscheid stammende Kleinschmied Josua Corts begann 1846 in der Stadt Wald, die heute zu Solingen gehört, eine Fertigung von Rotations- und Taschenfederwaagen. Die erste Schmiede des Unternehmens befand sich in der Walder Hofschaft Hahnenhaus. Das Unternehmen wurde 1866 von Robert Krups übernommen und ausgebaut. Von der Deutschen Reichsgründung 1871 bis in die 1950er Jahre hinein stellte Krups hauptsächlich Personen- und Haushaltswaagen her, bevor es 1955 auf die Produktion von elektrischen Haushaltsgeräten umstellte.:37
Durch die steigende Nachfrage nach diesen Geräten in der Nachkriegszeit expandierte das Unternehmen ab der zweiten Hälfte der 1950er Jahre kontinuierlich. 1956 begann das Unternehmen mit der Herstellung einer elektrischen Kaffeemühle („ONKO“), von der im ersten Jahr nach eigenen Angaben über eine Million Geräte abgesetzt wurden. Der Marktanteil von Krups bei elektrischen Kaffeemühlen betrug in Westdeutschland über 65 Prozent. In der Produktion von Krups waren überwiegend Frauen beschäftigt, 1961 beschäftigte das Unternehmen insgesamt 1700 Mitarbeiter.:37
Im Jahr 1964 gab es vier Fertigungsstätten in Solingen und eine im irischen Limerick. In Bottrop wurde 1960 ein Zweigwerk gegründet, das 1983 jedoch wieder geschlossen wurde. Einige Mitarbeiter fuhren noch jahrelang mit einem von Krups gecharterten Bus zum Solinger Stammwerk. Einige Zeit wurde auch in Gelsenkirchen ein Werk betrieben. An der Solinger Foche nutzte Krups ab den 1970er Jahren das ehemalige Gelände der Firma Gottlieb Hammesfahr sowie die Produktionshallen der ehemaligen Gesenkschmiede Walter Gott als größten Produktionsstandort des Unternehmens. Später kamen noch die Werke im mexikanischen Guadalajara und in Hongkong hinzu. Drei Jahre später nahm Krups seinen ersten Allesschneider ins Sortiment auf. Seit 1983 bot Krups auch ein wachsendes Sortiment von Espressomaschinen und Kaffeevollautomaten an.
1990 beschäftigte Krups fast 3000 Mitarbeiter, davon 1000 in Solingen und erzielte einen Umsatz von 541 Millionen DM, davon wurden 40 Prozent in Deutschland und 30 Prozent in den USA erwirtschaftet. Der Großteil des Umsatzes des Unternehmens wurde mit Kaffeemaschinen und Rührgeräten erzielt. Das Unternehmen, mittlerweile in der vierten Generation geführt, sah sich jedoch zu Beginn der 1990er Jahre zu Rationalisierungsmaßnahmen gezwungen, um weiter auf dem europäischen Markt bestehen zu können. Für die anstehenden Investitionen in die Krups-Werke wurde ein Käufer gesucht, der sich schließlich 1991 mit dem französischen Unternehmen Moulinex fand.:67
Ab 1991 erfolgte zudem eine Kooperation mit dem Schweizer Nahrungsmittelkonzern Nestlé, in deren Rahmen eine mit Kaffeekapseln zu bestückende Kaffeemaschine herausgebracht wurde. Eine betriebliche Umstrukturierung und Rationalisierung begann bereits 1992: Die Krups-Verwaltung zog in diesem Jahr in ein neu errichtetes Verwaltungsgebäude an der Solinger Heresbachstraße um, das heute die Bergische Krankenkasse nutzt. An der Solinger Foche wurden noch bis 1993 Haushaltsgeräte produziert, bevor einzelne Teile der Produktion in ein neues Eurolager am Nümmener Feld verlagert wurden. Große Teile der Produktion wurden jedoch in die Moulinex-Werke nach Frankreich verlagert, zahlreiche Arbeitsplätze in Solingen wurden im Zuge der Rationalisierung abgebaut.:49 Im Jahr 2000 traf Moulinex die Entscheidung, die Produktion in Solingen einzustellen. Die letzte Kaffeemaschine wurde dort am 16. März 2001 produziert, bis auf rund 200 Arbeitsplätze im Service-Bereich wurde das verbliebene Personal arbeitslos. 2001 ging Moulinex in die Insolvenz und wurde von der ebenfalls französischen Groupe SEB übernommen, mit der Insolvenz gingen am Service-Standort in Solingen weitere Arbeitsplätze verloren.:77
Seither gehört Krups als Marke zur Groupe SEB. Die heutigen Haushaltsgeräte, die unter dem Markennamen Krups erhältlich sind, werden seit 2001 von der französischen Groupe SEB produziert. Die ehemaligen Krups-Gebäude an der Solinger Foche bestehen nicht mehr, im Eurolager am Nümmener Feld sind allerdings ein Werksverkauf mit Lager sowie der Zentralkundendienst des Unternehmens untergebracht, der u. a. für die Konzernmarken Krups, Rowenta und Tefal arbeitet. Das Marketing in Deutschland wird von der Groupe SEB in Frankfurt am Main übernommen.

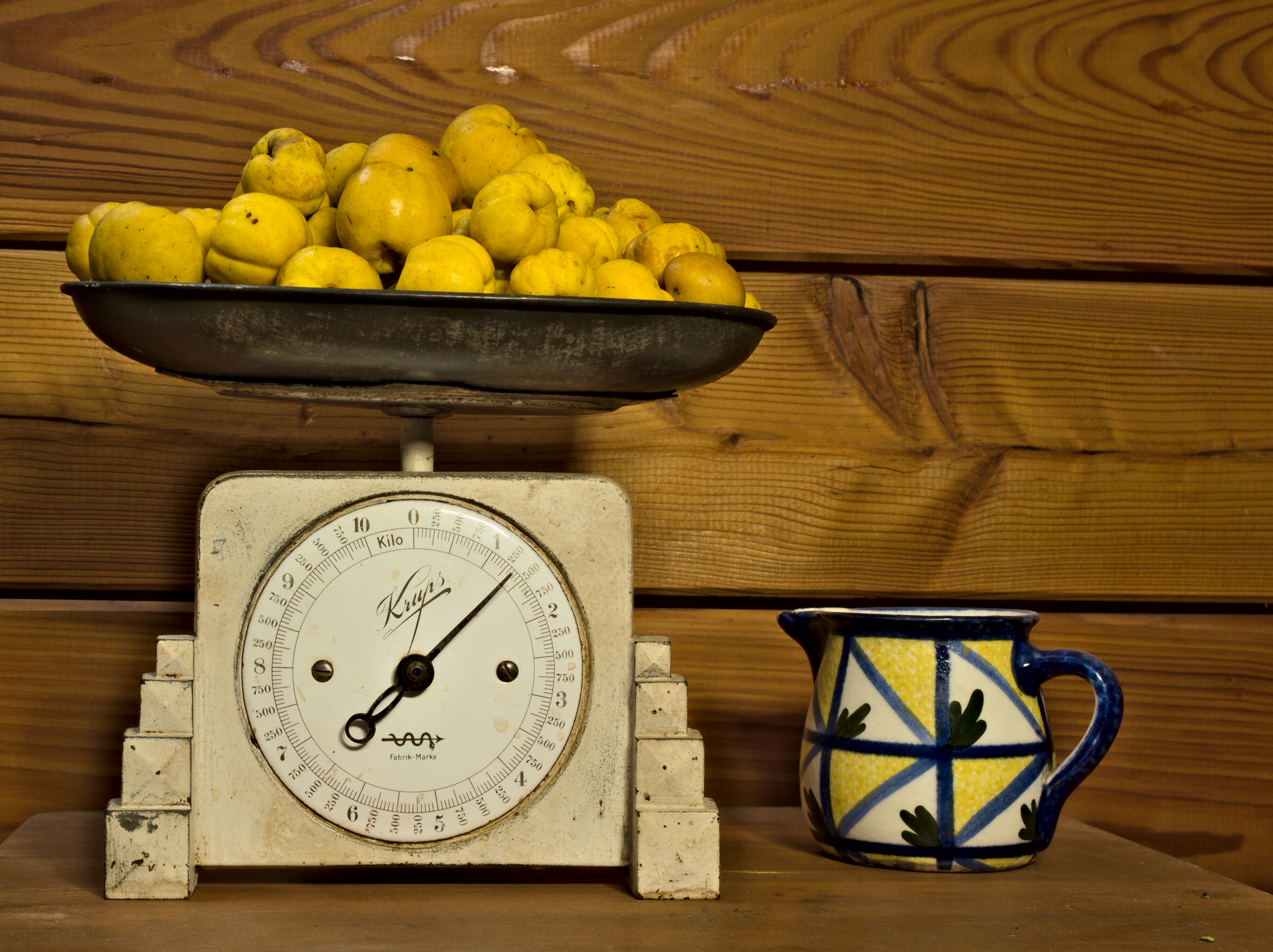
Küchenwaage
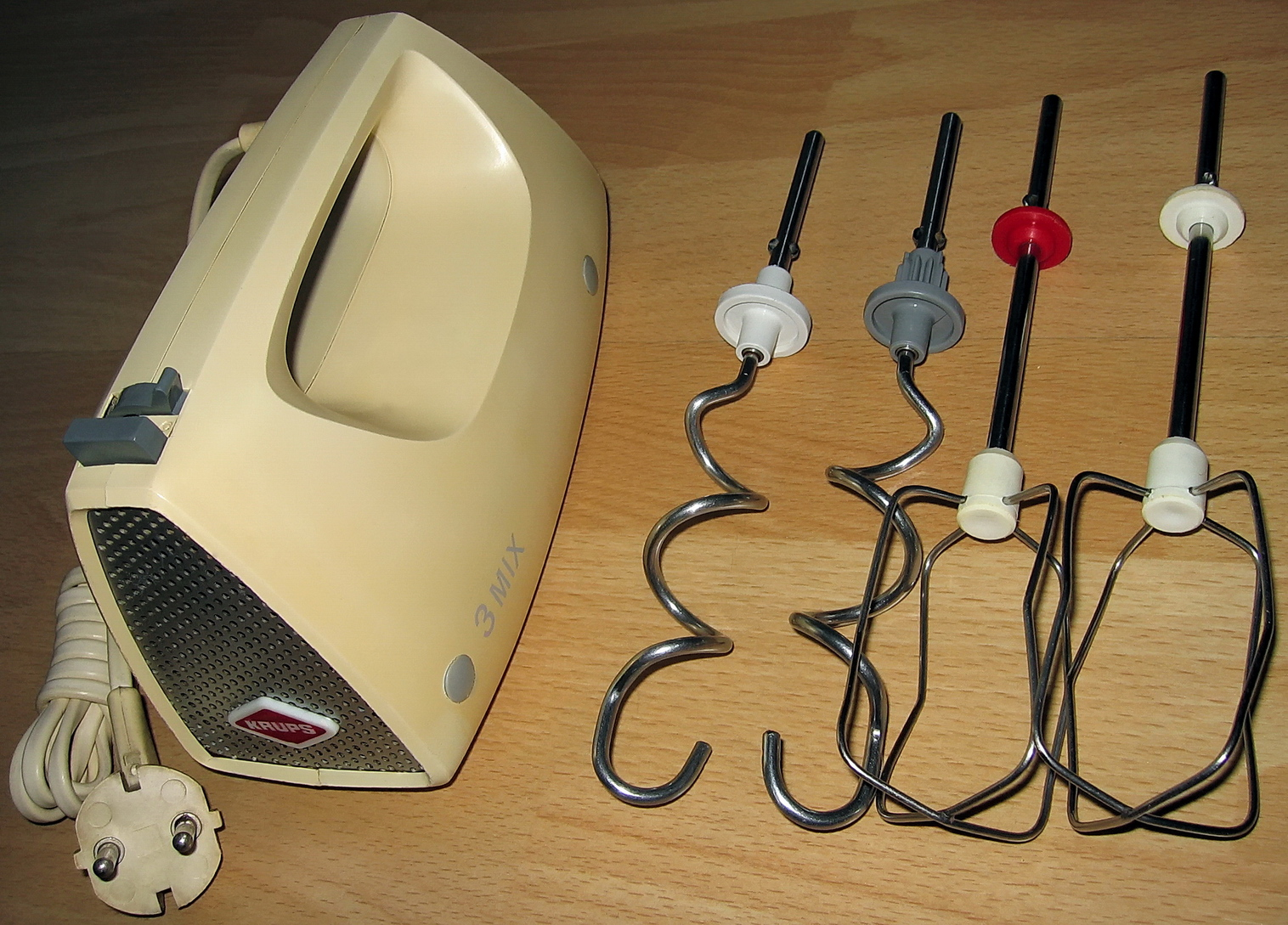
Krups 3 Mix Type 321
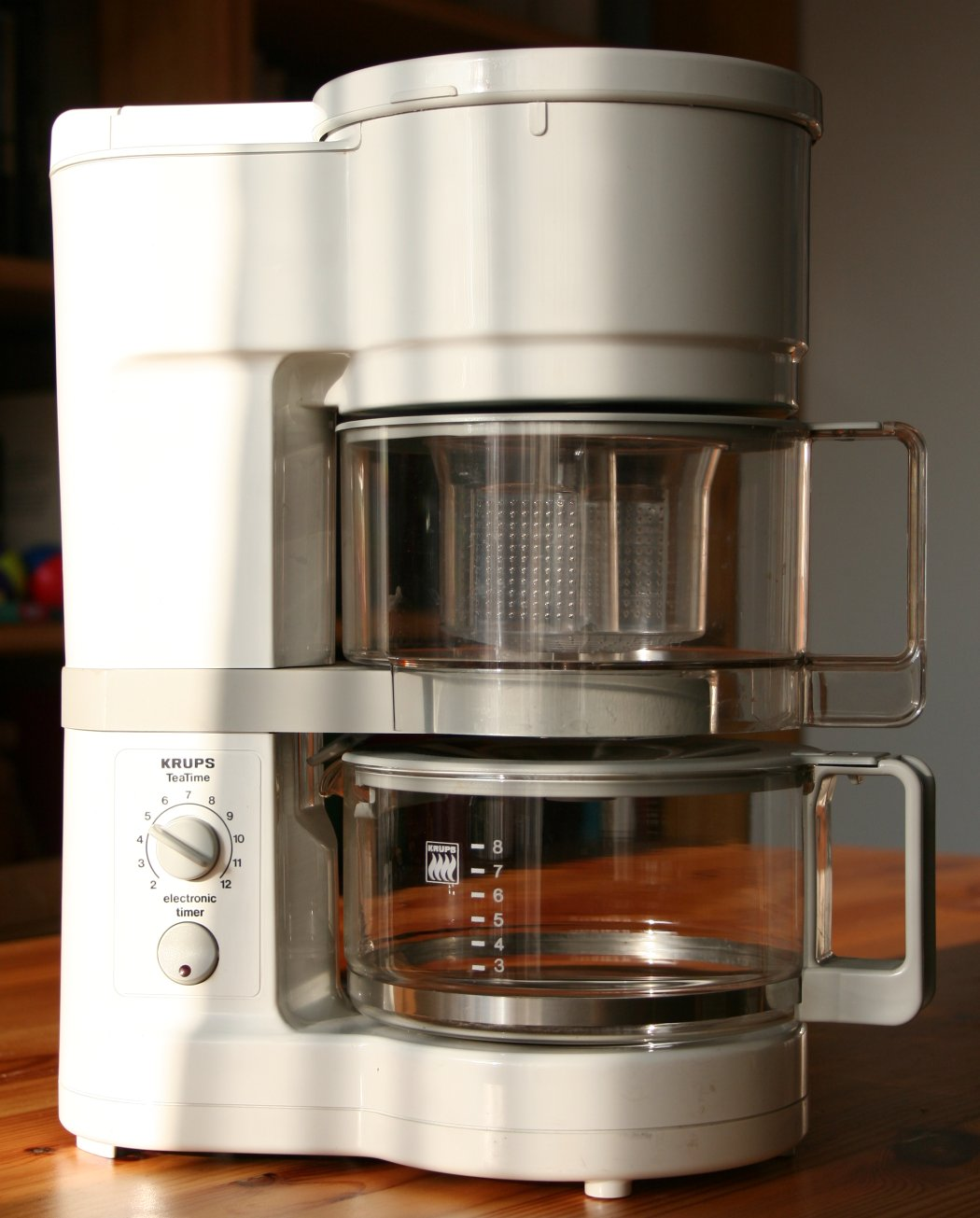
Teemaschine Krups TeaTime
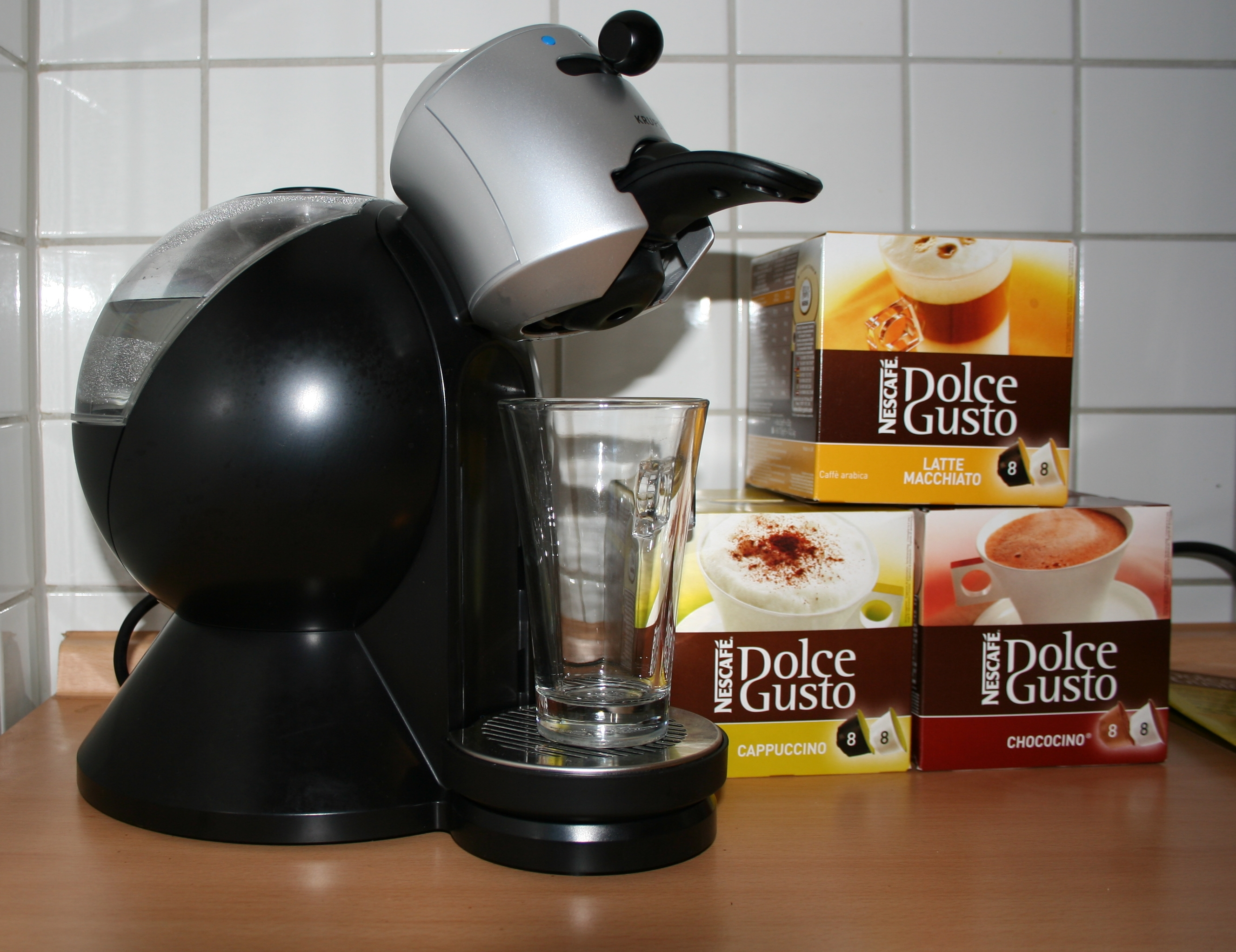
Kaffeeautomat Dolce Gusto
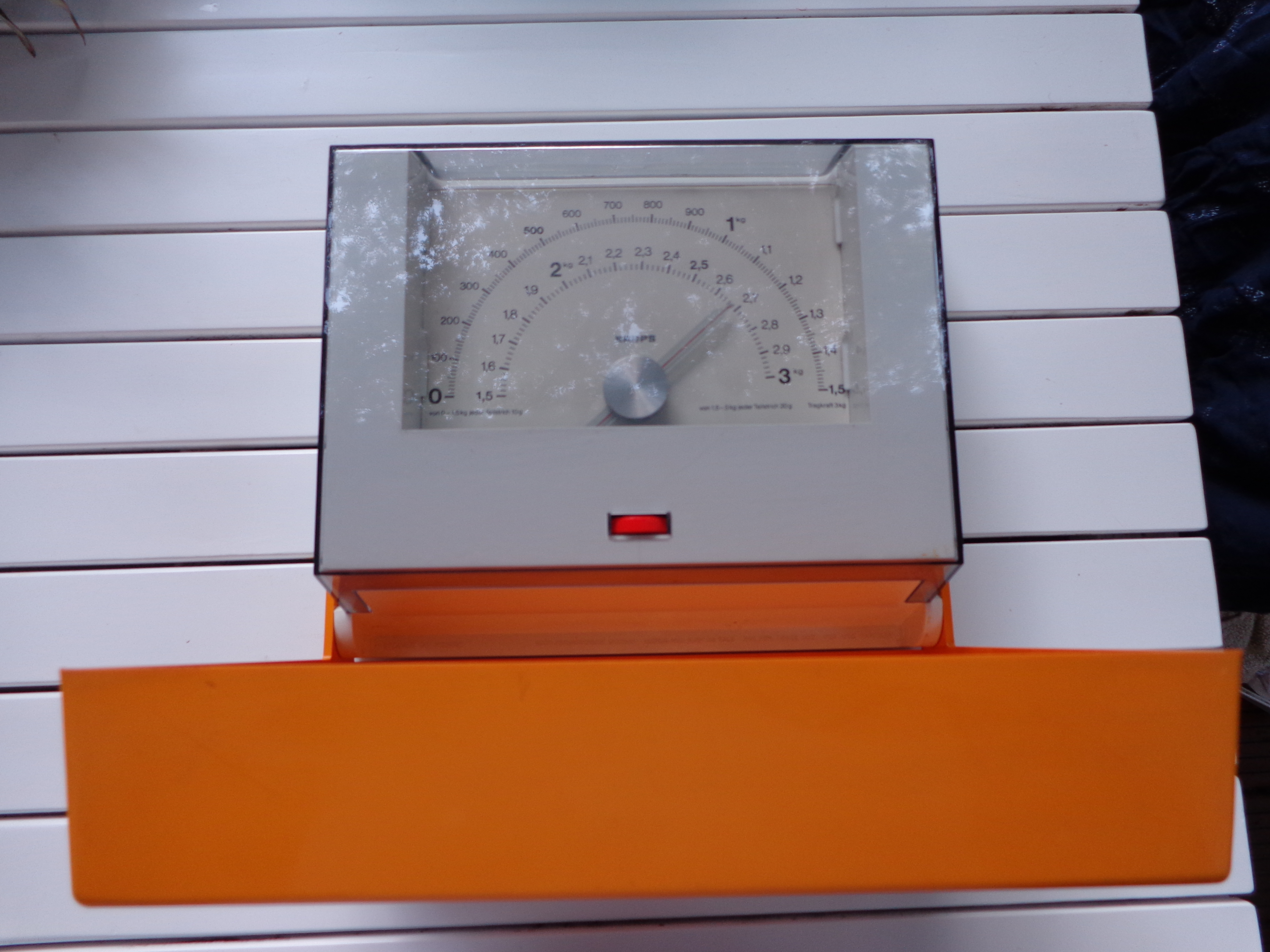
Küchenwaage

## Trivia

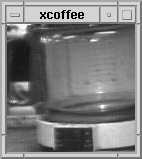
Ansicht der Kaffeemaschine des Trojan Room per Webcam mit dem Computerprogramm XCoffee

- Die Designer-Kaffeemühle 223 Coffina Super von Krups taucht als Requisit in den Filmen Alien – Das unheimliche Wesen aus einer fremden Welt (in einer unveröffentlichten Szene auch als Kaffeemühle verwendet),[7] in Zurück in die Zukunft (als „Mr. Fusion“ – ein Fusionsgenerator für den Betrieb des Fluxkompensators)[8] und in der Fernsehserie The Expanse in Staffel 3 Folge 3 im Lazarett links hinter dem Behandlungsstuhl auf.
- Die erste Webcam der Welt – die Trojan Room Coffee Pot Camera[9] – zeigte eine Krups-Kaffeemaschine. Informatiker der University of Cambridge richteten sie ein, um nicht vergeblich in den sogenannten „Trojan Room“ wandern zu müssen, um dann festzustellen, dass die Kaffeekanne leer ist.[10] Die Kaffeemaschine wurde 2001 durch Spiegel Online ersteigert und im Redaktionsbüro wieder in Betrieb genommen.[11] 2006 wurde sie dem Heinz Nixdorf MuseumsForum in Paderborn als Dauerleihgabe zur Verfügung gestellt und ist auch live im Internet zu sehen.[12]